# .arpa
Die Domain .arpa ist eine Top-Level-Domain im Domain Name System (DNS) des Internets. Sie wird exklusiv für technische Infrastrukturzwecke benutzt. Obwohl der Name ursprünglich ein Akronym für die Advanced Research Projects Agency (ARPA) war, die Forschungsbehörde in den Vereinigten Staaten, welche den Vorgänger des Internets (ARPANET) entwickelte, steht er nun für das Backronym Address and Routing Parameter Area (Address- und Routing-Parameter-Bereich).
.arpa enthält neben anderen auch die Domains in-addr.arpa und ip6.arpa, welche jeweils bei Reverse DNS Lookups von IPv4- beziehungsweise IPv6-Adressen benutzt werden.

## Geschichte
Die .arpa Top-Level-Domain war die erste Domain, die im Domain Name System (DNS) eingerichtet wurde. Ursprünglich war sie als temporäre Domain vorgesehen, um den Übergang von den ARPANET-Hostnamen-Konventionen auf die Hosttabellen-Distributionsmethoden des DNS zu erleichtern. Das ARPANET war der Vorgänger des Internets, welches durch die Advanced Research Projects Agency (ARPA) des Verteidigungsministeriums der Vereinigten Staaten bereitgestellt wurde. Als das Domain-Name-System 1985 eingeführt wurde, wurden ARPANET-Hostnamen anfänglich in DNS-basierte Namen umgewandelt, indem das .arpa-Domain-Label an das Ende des existierenden Hostnamens angefügt wurde, durch einen Punkt separiert. Diese Form von Domainnamen wurde daraufhin rapide ausgemustert, indem sie durch die neu vorgestellten kategorisierten Top-Level-Domains ersetzt wurden.
Nachdem .arpa seinem Übergangszweck gedient hat, stellte sich heraus, dass es unpraktikabel ist, die Domain zu löschen, da in-addr.arpa für die Invertierte DNS Suche von IP-Adressen benutzt wurde. Beispielsweise wird die Zuordnung der IP-Adresse 145.97.39.155 zu einem Hostnamen bewerkstelligt, indem eine DNS-Abfrage für einen Pointer des Domainnamens 155.39.97.145.in-addr.arpa ausgeführt wird.
Es war vorgesehen, dass neue Infrastrukturdatenbanken in der Top-Level-Domain int erstellt werden. Jedoch wurde im Mai 2000 diese Vorgabe aufgehoben und es wurde entschieden, dass .arpa zu diesem Zweck erhalten bleiben soll. int sollte ausschließlich von internationalen Organisationen genutzt werden. In Übereinstimmung mit dieser neuen Vorgabe steht .arpa nun für Address and Routing Parameter Area (ein Backronym).

## Second-level-Domains
Folgende Second-Level-Domains sind derzeit aktiv:
| Domain               | Einsatzzweck | RFC-Norm |
| -------------------- | --- | -------- |
| as112.arpa           | Zur Adressierung von Blackhole-DNS-Servern, die DNS-Abfragen zu nicht existierenden Adressen (z. B. Reverse-DNS-Anfragen zu Privaten IP-Adressen) abfangen | 7535     |
| e164.arpa            | ENUM Zur Übersetzung von Telefonnummern in Internetadressen                                                                                                | 6116     |
| home.arpa            | DNS-Zone für nicht global eindeutige private lokale Domains                                                                                                | 8375     |
| in-addr.arpa         | Rückwärtssuche von IPv4-Adressen auf DNS-Namen | 1035     |
| in-addr-servers.arpa | Zone für die DNS-Server der Zone in-addr.arpa | 5855     |
| ip6.arpa             | Rückwärtssuche von IPv6-Adressen auf DNS-Namen | 3152     |
| ip6-servers.arpa     | Zone für die DNS-Server der Zone ip6.arpa | 5855     |
| ipv4only.arpa        | Erkennen der Präsenz von DNS64 sowie Erlernen des verwendeten IPv6-Prefixes                                                                                | 7050     |
| iris.arpa            | Für die Nutzung von Cross Registry Information Service Protocol (CRISP)                                                                                    | 4698     |
| uri.arpa             | Für die dynamische Ermittlung von Uniform Resource Identifier (URI) Adressierungsschemas                                                                   | 3405     |
| urn.arpa             | Für die dynamische Ermittlung von Uniform Resource Name (URN) Adressierungsschemas                                                                         | 3405     |